# Scaphochlamys pennipicta
Scaphochlamys pennipicta là một loài thực vật có hoa trong họ Gừng. Loài này được Richard Eric Holttum miêu tả khoa học đầu tiên năm 1950.

## Mẫu định danh
Mẫu định danh: Haji Mohamed Nur bin Mohamed Ghous SFN 11181; do Haji Mohamed Nur bin Mohamed Ghous (1898-1958) thu thập ngày 30 tháng 9 năm 1923 ở cao độ 4.000 ft (1.335 m) tại Đồi Fraser, bang Pahang. Mẫu holotype lưu giữ tại Vườn Thực vật Singapore (SING).

## Từ nguyên
Tính từ định danh pennipicta là tiếng Latinh, gồm danh từ penna (cách viết khác: pinna) nghĩa là lông chim, lông vũ và động tính từ pictus (giống cái: picta, giống trung: pictum) nghĩa là trang trí, sơn, tô vẽ; ở đây là để nói tới đặc điểm của mặt trên phiến lá với các vạch màu trắng giống như lông chim.

## Phân bố
Loài này là đặc hữu bang Pahang, Malaysia bán đảo. Nó được tìm thấy trong Khu bảo tồn động vật hoang dã Krau và Đồi Fraser (hiện tại chưa được phát hiện lại là có tại khu vực này, trừ mẫu lưu tại SING). Loài gừng nhỏ này được tìm thấy tại các khu rừng khộp (Dipterocarpaceae) vùng đất thấp và rừng núi thấp ở bán đảo Mã Lai. Quần thể trong Khu bảo tồn động vật hoang dã Krau được tìm thấy phát triển đồng loạt trên một địa hình thoai thoải gần các bờ sông suối ở độ cao 110–262 m. Quần thể tại điểm lấy mẫu điển hình là Đồi Fraser, chưa được thu thập lại kể từ khi thu thập mẫu điển hình. Đồi Fraser là một khu vực rừng trên núi thấp hơn với độ cao khoảng 1.212 m.

## Mô tả
Thân rễ thanh mảnh, bò lan. Các chồi lá mọc thẳng đứng, 1 lá, cách nhau 3–10 cm, bẹ ít, dài nhất tới 6 cm, che phủ. Phiến lá dài 15–18 cm, rộng 7-7,5 cm, hơi bất đối xứng, hình elip, đỉnh nhọn rộng ngắn, đáy hình nêm-men xuống, mặt trên màu xanh lục sẫm, các vạch màu trắng hình lông chim trang trí, mặt dưới màu tía hung hung đỏ, nhẵn nhụi. Cuống lá và bẹ dài 7–10 cm; bẹ ngắn; cán hoa dài 4–6 cm, thanh mảnh. Cụm hoa hình trứng, kết đặc, dài ~1,8 cm, rộng ~1,2 cm. Lá bắc sơ cấp thanh mảnh, nhẵn nhụi trừ phần đỉnh, dài ~1,3 cm, rộng 1 cm, hình trứng, nhọn đột ngột ngắn, đỉnh hơi uốn ngược, bao 2 hoa (hoặc 1?). Lá bắc thứ cấp thứ nhất dài 12 mm, thanh mảnh. Đài hoa cộng bầu nhụy dài ~1 cm. Ống tràng dài hơn đài hoa ~3 mm, các thùy dài 8 mm, màu trắng, thùy tràng lưng rộng. Nhị lép ngắn và hẹp hơn thùy tràng lưng, màu trắng. Cánh môi màu trắng (dải giữa màu vàng ?), dài 10 mm hoặc hơn một chút. Chỉ nhị ngắn. Bao phấn dài 3 mm; mào nhỏ, uốn ngược, dài bằng hoặc hơn một chút so với bao phấn.
Về kiểu phát triển và màu lá (với các vạch màu trắng giống như lông chim) thì loài này tương tự như S. biloba; nhưng có lá bắc và hoa nhỏ hơn, các lá bắc ngoài ít nhất có 2 hoa trong nách, lá bắc con không dài hơn lá bắc.